# スーパーラリー
スーパーラリー（Super Rally）とは、モータースポーツ用語で、ラリー競技において走行中のトラブル等により車の修理が必要となり競技参加続行が不可能になった場合でも、一定の条件を満たす場合にペナルティを受けることで修理完了後に競技に復帰できる制度のこと。その後ラリー2 (Rally 2)に改名されたが、現在は特に名称はなく、一般的なラリー界の慣習として根付いている。

## 概要
本制度は、サーキットレースにおけるリバースグリッドなどと同様、主に興行的な理由から導入が必要とされたものである。
ラリー競技は公道を超高速で走行するという性質上、ドライバーのミスによる車の破損や、エンジン・ギアボックスなどの車のコンポーネントの故障など、走行中にトラブルを抱え修理が必要となる局面が少なくない。そのためラリーイベントの途中ではサービスパークにおいてタイヤ交換などの通常のメンテナンス以外にトラブル箇所の修理を受けることが認められているが、サービスパークへの滞在には制限時間が設けられており、それを超えるとそれ以降のスペシャルステージ（SS）への参加ができなくなる。このため従来は、制限時間を超えるような大規模な修理が必要な場合は競技続行を断念しリタイアするほかなかった。
しかし通常数時間、最長でも24時間で終了するサーキットレースと異なり、ラリーは通常数日間（世界ラリー選手権（WRC）の場合は通常3日間）に渡って開催されるため、例えば初日に人気ドライバーがリタイアしてしまうと、2日目以降の観客動員やテレビ視聴率に悪影響が出ることは避けられない。またラリーに参加するメーカーにとっても、序盤でのリタイアはスポンサー等の露出減少につながってしまう上、マシン開発に必要なデータ収集量が大きく減少してしまうことにつながる。これらの理由から、ラリー序盤にトラブルを抱えたドライバー・マシンを救済し、少なくともイベント参加を続行できるようにすることで、興行面への影響を最小限に食い止めるために導入されたのが本制度である。
本制度はアジアパシフィックラリー選手権（APRC）で元々導入されており、WRCでも2004年のシーズン途中から試験的に導入され、翌2005年より正式に導入された。

## ペナルティ・制限
本制度を利用して競技に復帰するドライバー・マシンに対しペナルティなしでの競技復帰を認めてしまうと、通常通り競技に参加している他のドライバー・マシンに対し不公平な扱いとなってしまうため、通常競技復帰に際しては何らかのペナルティが課される。

### WRC
WRCの場合は、原則としてトラブルにより参加できなかったSS一つにつき5分のペナルティが課される（タイムとしては「そのSSのトップタイム＋5分」で計算される）。またリタイアタイミングがその日の最終SSだった場合はペナルティは10分となるほか、最終SSを走り終えてからリタイアした場合、最終SSは完走できなかったものとして扱われる。
またトラブルによりリタイアした場合でも、必ず本制度を利用して競技に復帰できるわけではない。例えば、マシンのエンジンブロック・ボディシェルの交換は認められていないため、クラッシュによりそれらの部品にダメージを受けた場合は競技続行不可能となる。またイベント最終日にリタイアした場合は、前述のタイム加算ペナルティの対象とはならず、そのままリタイア扱いとなる。
なお本制度を利用する場合、サービスパークでの修理時間は最大3時間に制限され、また修理は翌日のラリースタートの4時間前までに完了していなければならない。

### APRC
APRCの場合は総合結果に対し与えられるポイント以外に、競技期間内の一日毎の結果に対するポイント（DAYポイント）が与えられる独自の制度があるため、本制度により競技に復帰した場合、WRCと異なりその結果は総合順位には残らず、DAYポイントのみを獲得できる形となる。